# 奎屯酒
奎屯酒是新疆省奎屯市出产的一系列浓香型白酒，源于1957年成立的奎屯酒厂，其产品“奎屯特曲”曾多次获奖。现有品牌包括“奎屯” 、“金葫芦” 、“金奎屯” 、“重逢酒” 、“陈年窖酒”等。